# Ortiseia
L'ortiseia (gen. Ortiseia) è una pianta estinta, appartenente alle conifere. Visse tra il Permiano inferiore e il Permiano superiore (circa 295 - 255 milioni di anni fa) e i suoi resti fossili sono stati ritrovati nella zona delle Alpi, principalmente in Italia.

## Descrizione
Questa pianta doveva essere molto simile alle odierne araucarie. Come queste, Ortiseia era dotata di una struttura a un solo seme, al contrario di quanto avviene nella maggior parte delle conifere odierne. Le principali caratteristiche distintive di Ortiseia erano i coni femminili arrotondati, che raramente superavano i 10 centimetri di lunghezza. Le loro scaglie ovulate erano composte da un agglomerato di moltissime e minuscole foglie sterili, che circondavano completamente l'unico seme e ciò che lo reggeva. I coni polliniferi erano snelli e lunghi circa 10 centimetri, anche se i microsporofilli della maggior parte delle specie di Ortiseia erano probabilmente così densamente compressi insieme che le singole sacche pollinifere sono difficili da osservare negli esemplari fossili. La specie Ortiseia zanettii, del Permiano superiore, è il primo esemplare fossile in cui è possibile osservare la struttura con le sacche del polline sospese (Wachtler, 2015).

## Classificazione
Il genere Ortiseia venne descritto per la prima volta da Florin nel 1964, sulla base di fossili rinvenuti in terreni del Permiano superiore dell'Alto Adige. La specie tipo è Ortiseia leonardii. Numerose altre specie sono state ascritte al genere Ortiseia, e si può ricostruire una linea evolutiva che inizia con l'arcaica O. uhli dell'inizio del Permiano, passa attraverso O. triumpilina e O. daberi del Permiano inferiore, per culminare nelle specie O. leonardii, O. vissheri, O. zanettii e O. jonkeri del Permiano superiore. Un'altra specie di dubbia identità, O. collii, è stata ritrovata nelle Baleari in terreni del Triassico medio.
Ortiseia è considerata una possibile antenata delle attuali araucarie, anche se originariamente è stata accostata ad altre conifere permiane come Walchia. Verso la fine del Permiano sembra che Ortiseia sia andata incontro a una drastica riduzione, per scomparire entro l'inizio del Triassico. Si suppone che specie simili a Ortiseia abbiano dato origine alle Araucariacee nell'emisfero meridionale.